# Dike blabes
Una díkē blábēs (in greco antico: δίκη βλάβης?; la forma equivale a βλάβης δίκη) era un'azione giudiziaria che ogni cittadino poteva intentare contro un comportamento che era andato a proprio danno.
I grammatici dividono il dike blabes in due gruppi: ἔνθεσμοι (le cause intentate per il mancato adempimento di un contratto) e ἄθεσμοι (riguardante i danni subiti ad una proprietà). In generale, se il danno rientrava nel primo gruppo la legge prevedeva una multa specifica; mentre, il danno che rientrava nel secondo, veniva risarcito con il doppio del valore della proprietà danneggiata.

## Esempi
La storia lascia alcuni esempi di dike blabes:
- Un certo Callippo intentò un blabes contro il banchiere Pasione per la violazione di un contratto nel pagamento di un saldo.[3]
- Nausimaco e Xenopite intentarono una causa alla loro guardia del corpo, ottenendo tre talenti come risarcimento; dopo la morte della guardia, non soddisfatti del primo compromesso, i due intentarono una dike blabes ai figli.[4][1]